# Senátní obvod č. 66 – Olomouc
Senátní obvod č. 66 – Olomouc je podle zákona č. 247/1995 Sb. tvořen západní částí okresu Olomouc, ohraničenou na východě obcemi Bystročice, Hněvotín, Ústín, Těšetice, Skrbeň, Horka nad Moravou, Štěpánov, Štarnov, Bohuňovice, Bělkovice-Lašťany, Domašov u Šternberka, Hraničné Petrovice, Moravský Beroun a Norberčany, a jižní částí okresu Šumperk, ohraničenou na severu obcemi Drozdov, Zábřeh, Leština, Hrabová, Police, Úsov a Klopina.
Současným senátorem je od roku 2020 Marek Ošťádal za STAN.

## Senátoři

Karel Korytář
Vítězslav Vavroušek
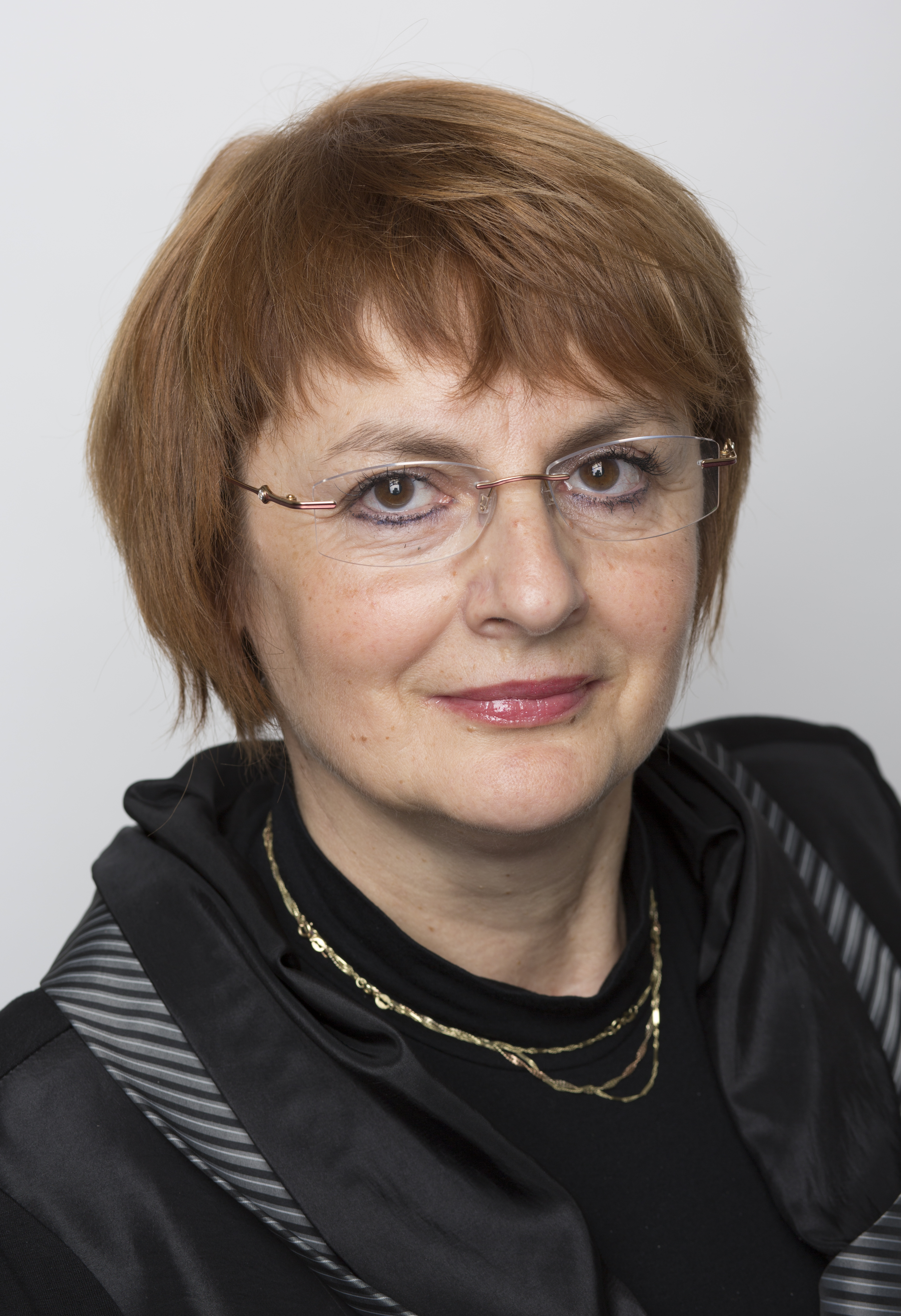
Alena Šromová
Marek Ošťádal

| Volby | Volby | Senátor                   | Volební strana | Navrhující strana | Politická příslušnost | Odkaz  |
| ----- | ----- | ------------------------- | -------------- | ----------------- | --------------------- | ------ |
|       | 1996  | Ing. Karel Korytář        | ČSSD           | ČSSD              | ČSSD                  | profil |
|       | 2002  | MUDr. Vítězslav Vavroušek | ODS            | ODS               | ODS                   | profil |
|       | 2008  | Ing. Karel Korytář        | ČSSD           | ČSSD              | ČSSD                  | profil |
|       | 2014  | MUDr. Alena Šromová       | KDU-ČSL        | KDU-ČSL           | KDU-ČSL               | profil |
|       | 2020  | Marek Ošťádal             | STAN           | STAN              | STAN                  | profil |

## Volby

### Rok 1996
| Kandidát | Kandidát                         | Volební strana | Navrhující strana | Politická příslušnost | Počet hlasů (1. kolo) | %     | Počet hlasů (2. kolo) | %     |
| -------- | -------------------------------- | -------------- | ----------------- | --------------------- | --------------------- | ----- | --------------------- | ----- |
|          | Ing. Karel Korytář               | ČSSD           | ČSSD              | ČSSD                  | 7 884                 | 23,49 | 16 606                | 52,45 |
|          | MUDr. Vítězslav Vavroušek        | ODS            | ODS               | ODS                   | 10 922                | 32,55 | 15 056                | 47,55 |
|          | Ing. Ivan Foltýn                 | KDU-ČSL        | KDU-ČSL           | KDU-ČSL               | 5 236                 | 15,60 | —                     | —     |
|          | doc. Ing. Zdeněk Havala          | KSČM           | KSČM              | KSČM                  | 5 197                 | 15,49 | —                     | —     |
|          | Ing. Josef Křížek, CSc.          | MSLK_96        | MOR_SLEZ          | ČMUS                  | 2 062                 | 6,14  | —                     | —     |
|          | MUDr. Miroslav Kašpárek          | NEZ            | NEZ               | BEZPP                 | 779                   | 2,32  | —                     | —     |
|          | Mgr. Jaroslav Kabilka            | SZ             | SZ                | BEZPP                 | 548                   | 1,63  | —                     | —     |
|          | Jaromír Grumlík                  | NK             | NK                | BEZPP                 | 466                   | 1,39  | —                     | —     |
|          | doc. MUDr. Josef Navrátil, DrSc. | DEU            | DEU               | DEU                   | 465                   | 1,39  | —                     | —     |

### Rok 2002
| Kandidát | Kandidát                       | Volební strana | Navrhující strana | Politická příslušnost | Počet hlasů (1. kolo) | %     | Počet hlasů (2. kolo) | %     |
| -------- | ------------------------------ | -------------- | ----------------- | --------------------- | --------------------- | ----- | --------------------- | ----- |
|          | MUDr. Vítězslav Vavroušek      | ODS            | ODS               | ODS                   | 5 862                 | 26,53 | 16 401                | 50,26 |
|          | Ing. Karel Korytář             | ČSSD           | ČSSD              | ČSSD                  | 5 491                 | 24,85 | 16 228                | 49,73 |
|          | Ing. Zdeněk Švec               | KSČM           | KSČM              | BEZPP                 | 3 977                 | 18,00 | —                     | —     |
|          | RNDr. Pavel Nováček, CSc.      | OS             | OS                | OS                    | 2 576                 | 11,65 | —                     | —     |
|          | doc. MUDr. Václav Rýznar, CSc. | SNK            | SNK               | NEZ                   | 2 230                 | 10,09 | —                     | —     |
|          | Ing. Vladimír Válek            | US-DEU         | US-DEU            | US-DEU                | 1 957                 | 8,85  | —                     | —     |

### Rok 2008
| Kandidát | Kandidát                       | Volební strana | Navrhující strana | Politická příslušnost | Počet hlasů (1. kolo) | %     | Počet hlasů (2. kolo) | %     |
| -------- | ------------------------------ | -------------- | ----------------- | --------------------- | --------------------- | ----- | --------------------- | ----- |
|          | Ing. Karel Korytář             | ČSSD           | ČSSD              | ČSSD                  | 14 109                | 37,48 | 20 439                | 68,28 |
|          | MUDr. Vítězslav Vavroušek, MBA | ODS            | ODS               | ODS                   | 8 730                 | 23,19 | 9 491                 | 31,71 |
|          | MUDr. Jiří Černý               | KSČM           | KSČM              | BEZPP                 | 6 444                 | 17,12 | —                     | —     |
|          | Mgr. Jana Hamplová             | NEZ            | NEZ               | NEZ                   | 2 893                 | 7,68  | —                     | —     |
|          | PhDr. Ctirad Lolek             | NEZ/DEM        | NEZ/DEM           | BEZPP                 | 2 653                 | 7,04  | —                     | —     |
|          | Ing. Stanislav Pavlík, Ph.D.   | SZ             | SZ                | SZ                    | 1 757                 | 4,66  | —                     | —     |
|          | JUDr. Jan Rytíř                | SDŽ            | SDŽ               | BEZPP                 | 1 051                 | 2,79  | —                     | —     |

### Rok 2014
| Kandidát | Kandidát             | Volební strana | Navrhující strana | Politická příslušnost | Počet hlasů (1. kolo) | %     | Počet hlasů (2. kolo) | %     |
| -------- | -------------------- | -------------- | ----------------- | --------------------- | --------------------- | ----- | --------------------- | ----- |
|          | MUDr. Alena Šromová  | KDU-ČSL        | KDU-ČSL           | KDU-ČSL               | 9 613                 | 25,05 | 8 194                 | 53,87 |
|          | Ing. Jan Zahradníček | ANO            | ANO               | BEZPP                 | 9 724                 | 25,34 | 7 015                 | 46,12 |
|          | Ing. Karel Korytář   | ČSSD           | ČSSD              | ČSSD                  | 7 508                 | 19,56 | —                     | —     |
|          | Mgr. Radek Vincour   | ODS            | ODS               | ODS                   | 4 689                 | 12,21 | —                     | —     |
|          | Zdeněk Beňo          | KSČM           | KSČM              | KSČM                  | 4 420                 | 11,51 | —                     | —     |
|          | RNDr. Pavel Foretník | Úsvit          | Úsvit             | BEZPP                 | 2 053                 | 5,35  | —                     | —     |
|          | Zdenka Wagnerová     | Republika      | Republika         | Republika             | 365                   | 0,95  | —                     | —     |

### Rok 2020
| Kandidát | Kandidát                                | Volební strana | Navrhující strana | Politická příslušnost | Počet hlasů (1. kolo) | %     | Počet hlasů (2. kolo) | %     |
| -------- | --------------------------------------- | -------------- | ----------------- | --------------------- | --------------------- | ----- | --------------------- | ----- |
|          | Marek Ošťádal                           | STAN           | STAN              | STAN                  | 10 222                | 26,60 | 14 006                | 68,76 |
|          | Ing. Jan Zahradníček                    | ANO            | ANO               | ANO                   | 8 622                 | 22,44 | 6 362                 | 31,23 |
|          | RNDr. Mgr. František John, Ph.D.        | KDU-ČSL        | KDU-ČSL           | KDU-ČSL               | 7 101                 | 18,48 | —                     | —     |
|          | Mgr. Radek Vincour                      | ODS            | ODS               | ODS                   | 6 875                 | 17,89 | —                     | —     |
|          | doc. MUDr. Jaroslav Vomáčka, Ph.D., MBA | ČSSD           | ČSSD              | ČSSD                  | 2 648                 | 6,89  | —                     | —     |
|          | Mgr. Stanislav Kaláb                    | SPD            | SPD               | BEZPP                 | 2 206                 | 5,74  | —                     | —     |
|          | Bc. Antonín Baudyš                      | CESTA          | CESTA             | CESTA                 | 742                   | 1,93  | —                     | —     |

## Volební účast
|  | nejvyšší volební účast |  | nejnižší volební účast |

| Rok  | % (1. kolo) | % (2. kolo) |
| ---- | ----------- | ----------- |
| 1996 | 34,39       | 31,85       |
| 2002 | 21,46       | 33,72       |
| 2008 | 37,88       | 27,11       |
| 2014 | 37,56       | 13,60       |
| 2020 | 36,21       | 18,49       |